# Matrox Millennium

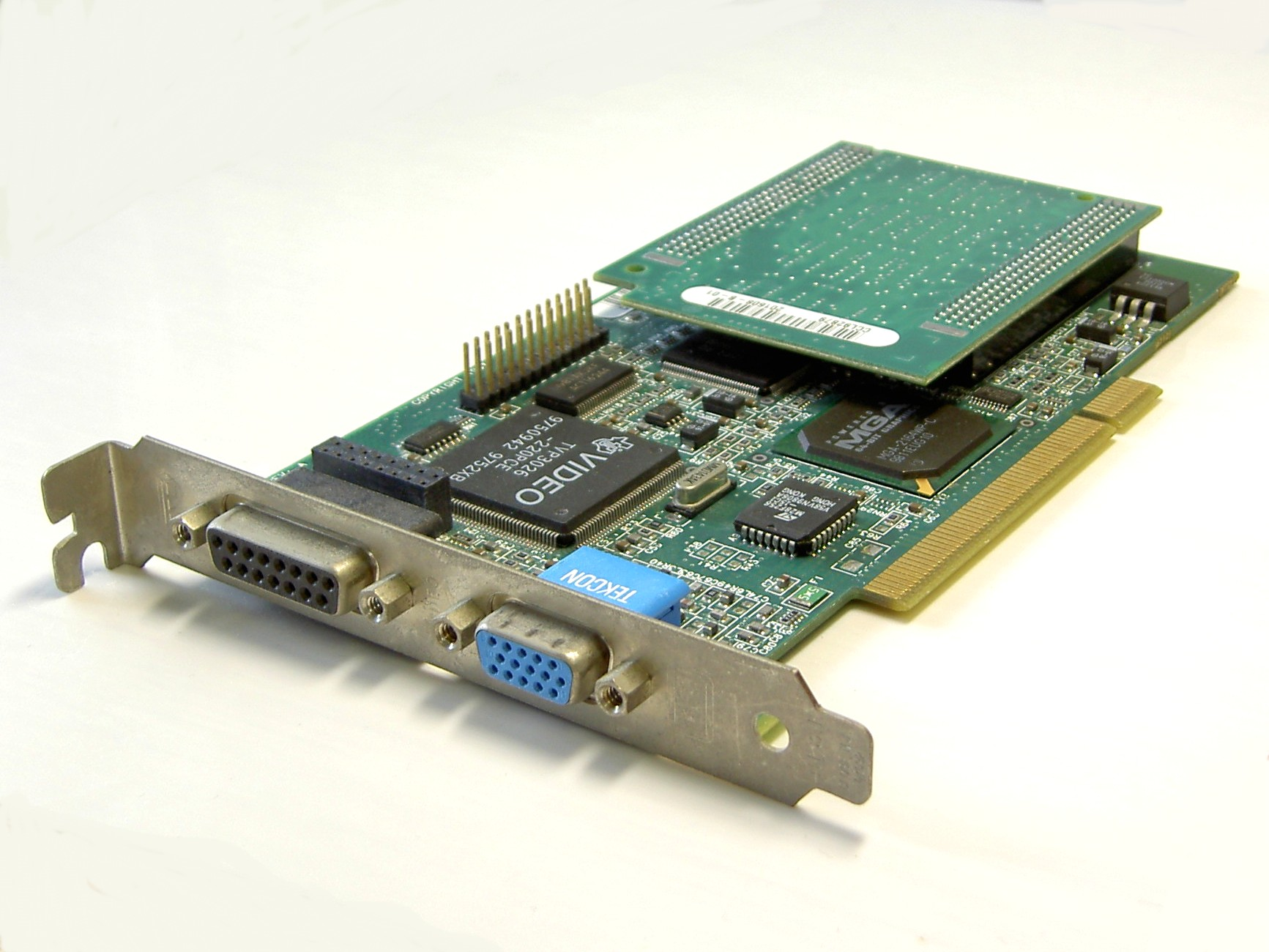
MillenniumII
増設メモリモジュールによる拡張

Millennium (ミレニアム) はカナダのMatrox社が1995年に発表したPC用ビデオカード、またその後継製品のシリーズ名である。本項ではMGA-Gシリーズより前のMillenniumシリーズ、および同製品の廉価版に相当するMystiqueシリーズ、ならびに関連製品について取り扱う。Mystique220まではNECやHPなどにもチップが提供され、同社の製品にもチップレベルで搭載されている。
なお、millenniumはキリスト教の「千年王国」を、Mystiqueは「神秘」を、それぞれ意味する英単語である。

## Millennium（MGA-2064W）

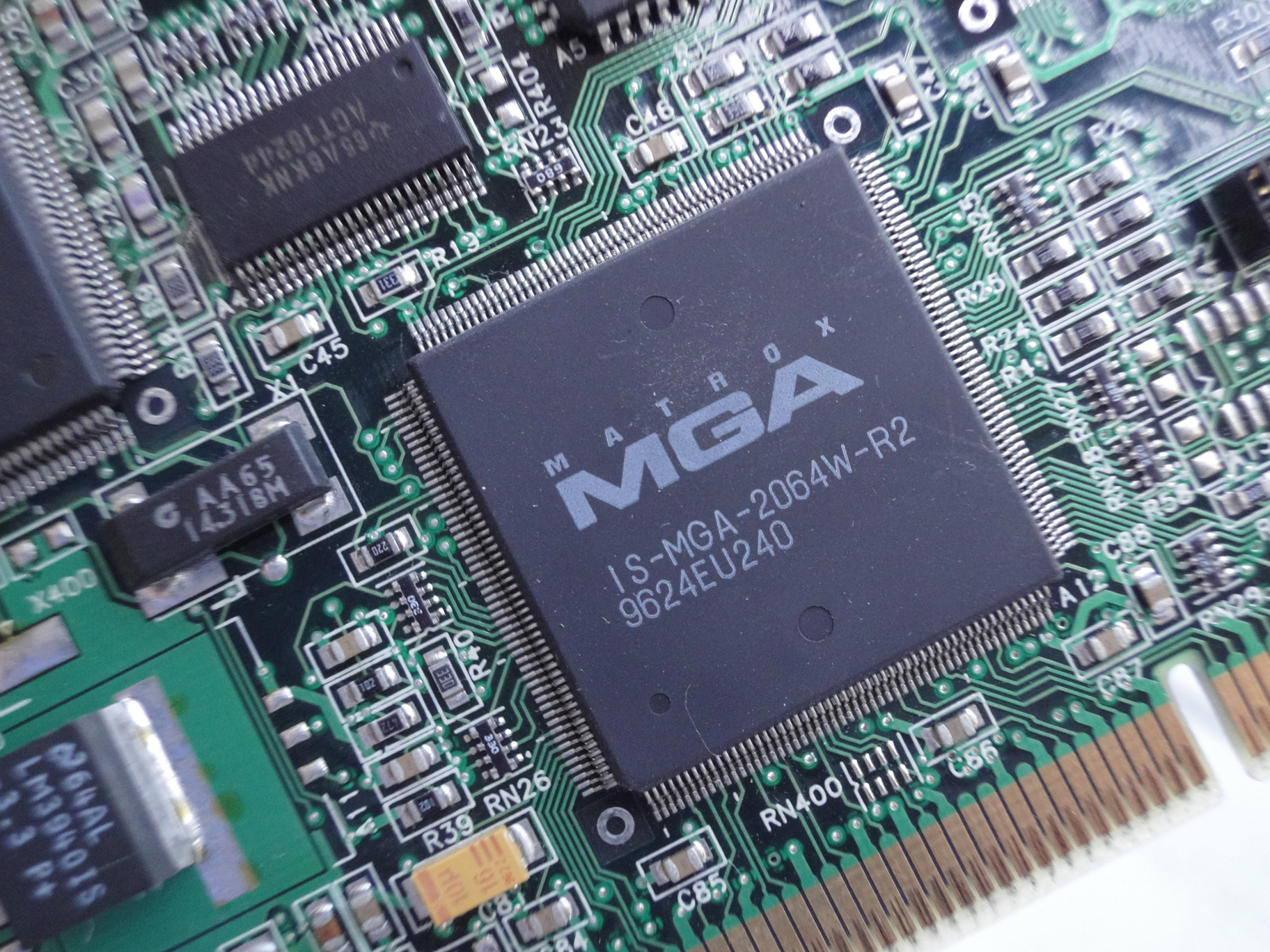
MGA-2064W

MillenniumはビデオチップとしてMGA-2064W(IS-STORM)を搭載するグラフィックスアクセラレータである。175MHzまたは220MHzまたは250MHzのRAMDACを1基統合している。上下で独立した64bitのメモリバスを持ち、ビデオメモリとして64bitで接続されたWRAMを8MBまでサポートする。インターフェースはPCI。高速な描画性能と視認性の良い画質で人気を博した。
増設メモリモジュールの拡張スロットと専用キャプチャカードであるMedia XL用の拡張コネクタが設けられているとともに、Dsub15コネクタと並んでコンポジットモジュール用のビデオ入出力コネクタ(黒い26ピンのもの)が設けられているのが特徴である。

### Millenniumシリーズ

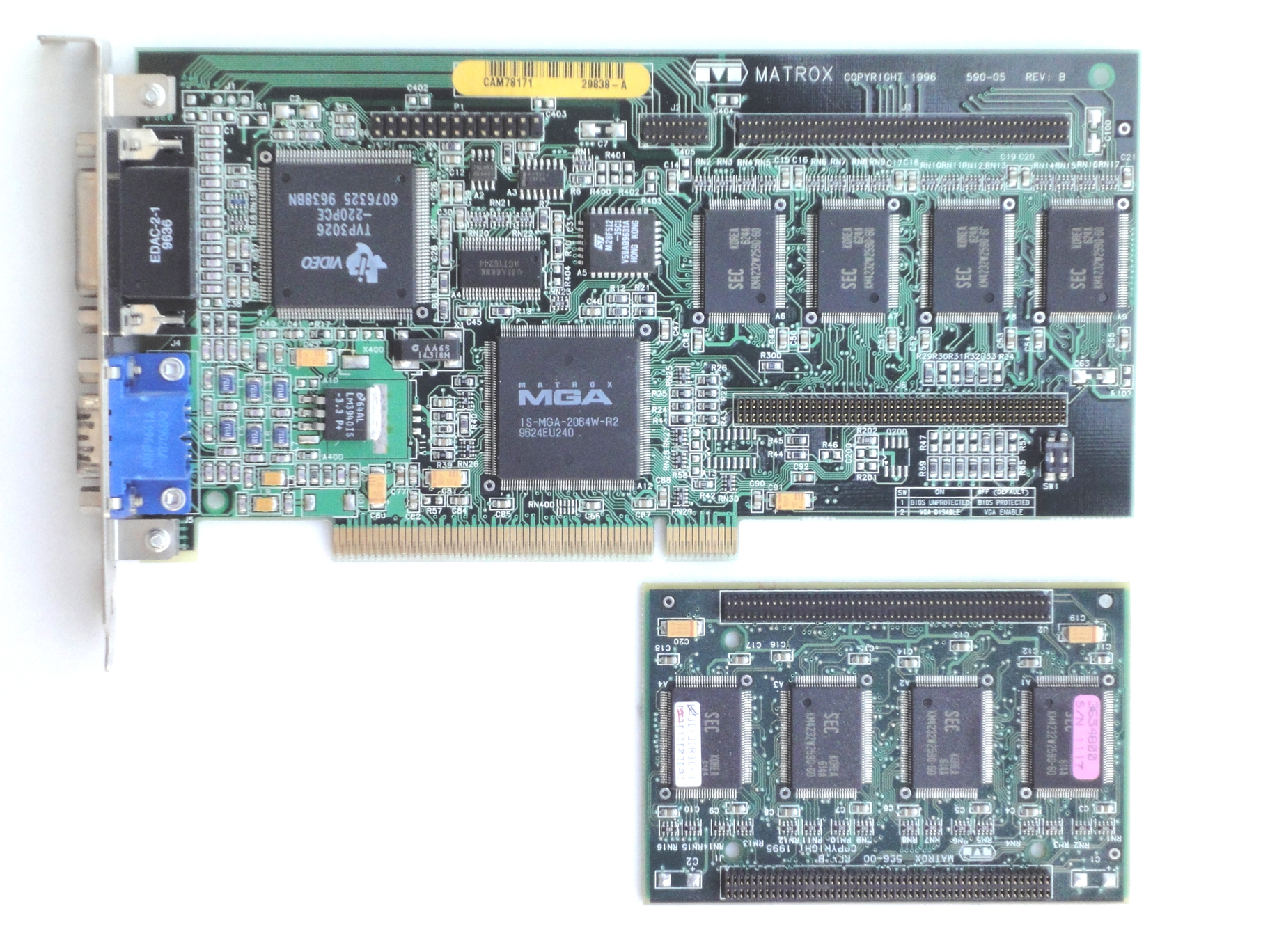
Millennium MGA-MIL/4IとMGA-MIL/MOD4

Millennium MGA-MIL/2B,MGA-MIL/4B (MGA-MIL/4)
Millenniumシリーズの廉価版モデル。175MHzのRAMDACを搭載している。インターフェイスはPCI。メモリ容量はWRAMを2MBまたは4MB(オプションで8MBに増強可)。OEMでの供給もされており、DELLや、NECのPC-9801シリーズにも純正品として使われており、ボードの設計、仕様は同じであるが、ラベルの表記が異なる。PC-9821X-B03ならびにPC-9821Xv13/W16シリーズでは2MB、PC-9821X-B03にPC-9821X-B03-01を増設した場合、並びに、PC-9821Xt13/C12、Xt16/R16並びにそのK12、Xv20/W30では、4MBが実装されている。PC-9821シリーズ用のボードも設計は同一で、BIOSがジャンパスイッチによって、切り離されているだけで、PC/AT互換機用のBIOSも実装されている。但し、使用できないコンポジットモジュール用のビデオ入出力コネクタは、パターンはあるもののパーツが省略されている。また、純正品の最大メモリ容量が4MBということもあり、PC-9821シリーズでは、8MB実装してあっても使われるのは、4MB、RAMDACも実装部品にかかわらず、175MHzとして動作する。
Millennium MGA-MIL/2I,MGA-MIL/4I (MGA-MIL/220-2,MGA-MIL/220-4)
Millenniumシリーズの基本モデル。220MHzのRAMDACを搭載している。インターフェイスはPCI。メモリ容量はWRAMを2MBまたは4MB(オプションで8MBに増強可)。
Millennium PowerDoc Edition
Millenniumシリーズのハイエンドモデル。250MHzのRAMDACを搭載している。1600×1200ドット(24bitカラー)表示時であっても85Hzのリフレッシュレートを確保可能。インターフェイスはPCI。メモリ容量はWRAMを2MBまたは4MB(オプションで8MBに増強可)。
Millennium for PCI Power Mac MGA-MIL/4MAC,MGA-MIL/8MAC
MillenniumシリーズのPower Mac用モデル。220MHzのRAMDACを搭載している。インターフェイスはPCI。メモリ容量はWRAMを4MBまたは8MB(4MB版はオプションで8MBに増強可)。

### 関連製品

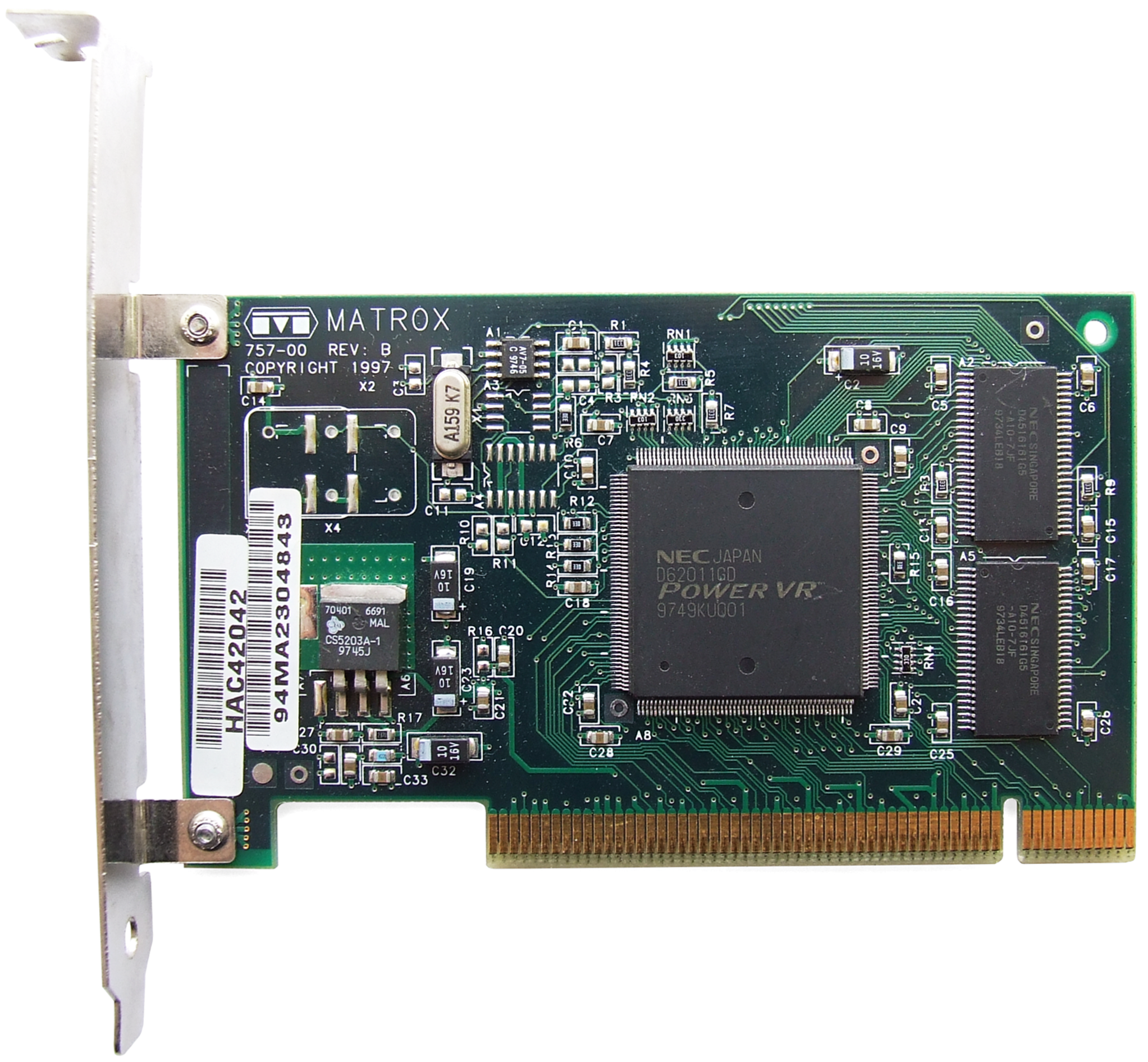
m3D

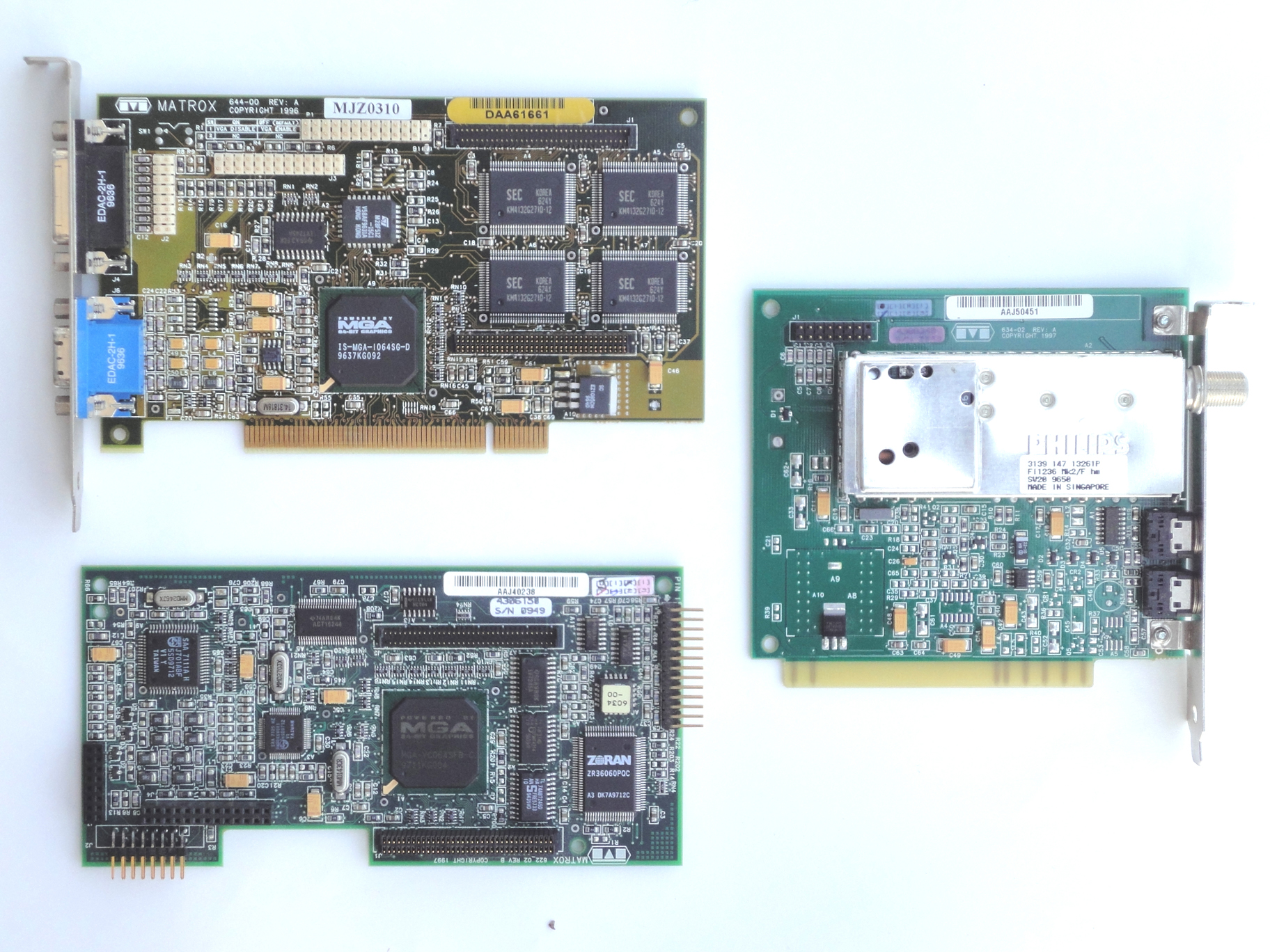
Mystique MGA-MYST/4BとRainbow Runner Studio, Rainbow Runner TV

Millennium VRAM Add-on Module (MGA-MIL/MOD2,MGA-MIL/MOD4,MGA-MIL/MOD6)
Millenniumシリーズ用の2MB,4MB,6MBの増設メモリモジュール。Millennium側の専用スロットに差し込んでビデオメモリを増設できる。
・2MBモジュールは2MB版の本体に追加して容量4MBとして使用
・4MBモジュールは4MB版の本体に追加して容量8MBとして使用
・6MBモジュールは2MB版の本体に追加して容量8MBとして使用
できるようになっている。

## Mystique（MGA-1064SG）

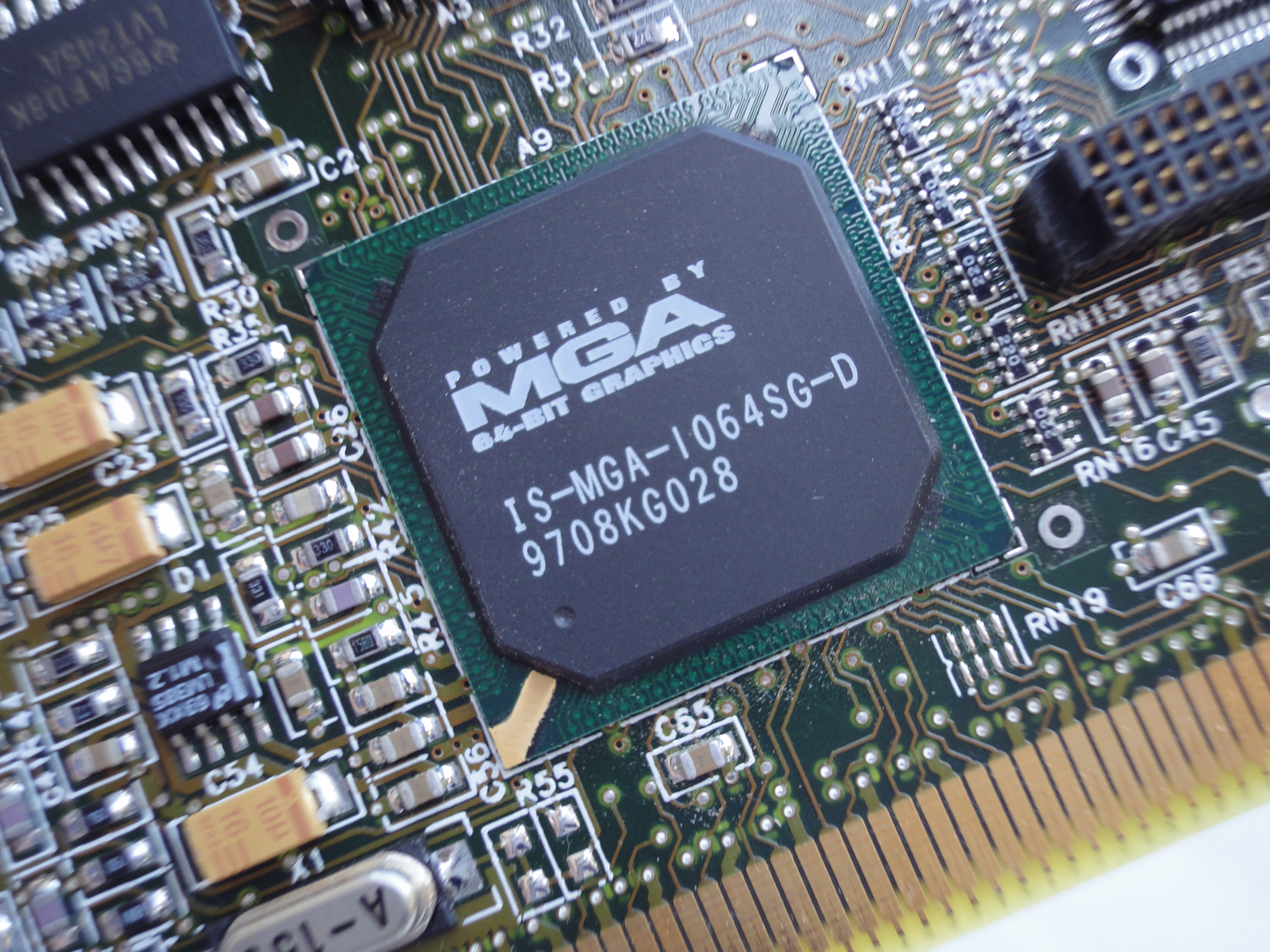
MGA-1064SG

Mystique(ミスティーク)はビデオチップとしてMGA-1064SGを搭載するグラフィックアクセラレータである。"Millennium"シリーズの下位に位置する廉価ブランドとなる。170MHzのRAMDACを1基統合している。ビデオメモリとして64bitで接続されたSGRAMを4MBまでサポートする。インターフェースはPCI。同社製ビデオチップとして初めてRAMDACを統合しており、コンシューマ向けという位置づけから、廉価版ながら3D機能・動画再生機能はMillenniumより強化されている。

### Mystiqueシリーズ

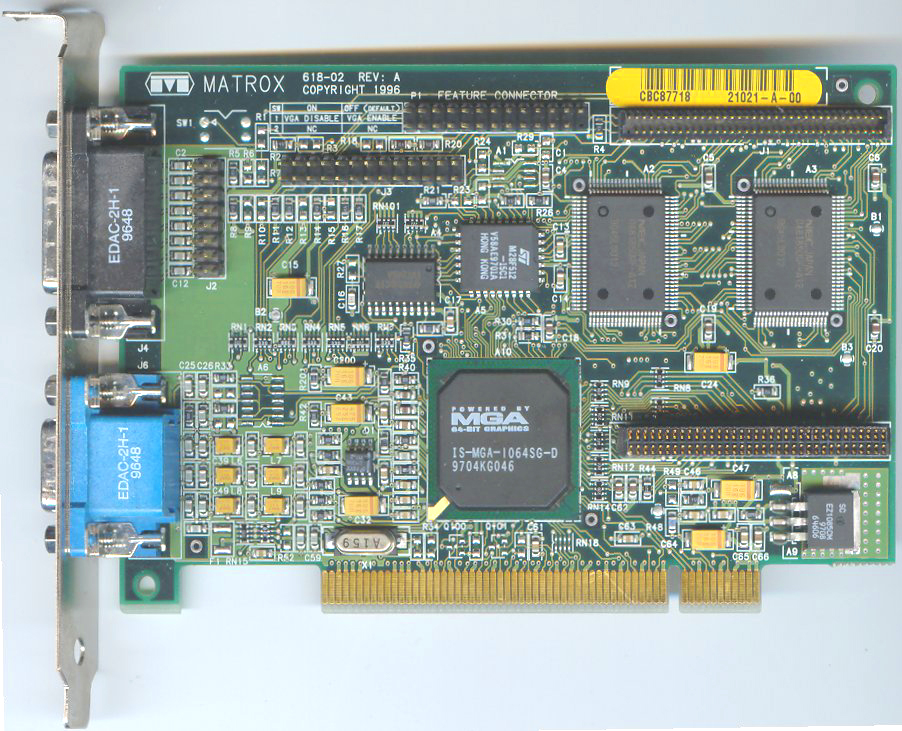
Mystique MGA-MYST/2B

Mystique MGA-MYST/2B,MGA-MYST/4B
Mystiqueシリーズの基本モデル。170MHzのRAMDACを搭載している。インターフェイスはPCI。メモリ容量はSGRAMを2MBまたは4MB(オプションで4MBに増強可)。

### 関連製品
Mystique VRAM Add-on Module (MGA-MYST/MOD2)
Mystiqueシリーズ用の2MBの増設メモリモジュール。Mystique側の専用スロットに差し込んでビデオメモリを増設できる。
・2MB版の本体に追加して容量4MBとして使用できる
・4MB版の本体には追加できない
となっている。

## Millennium II（MGA-2164W）

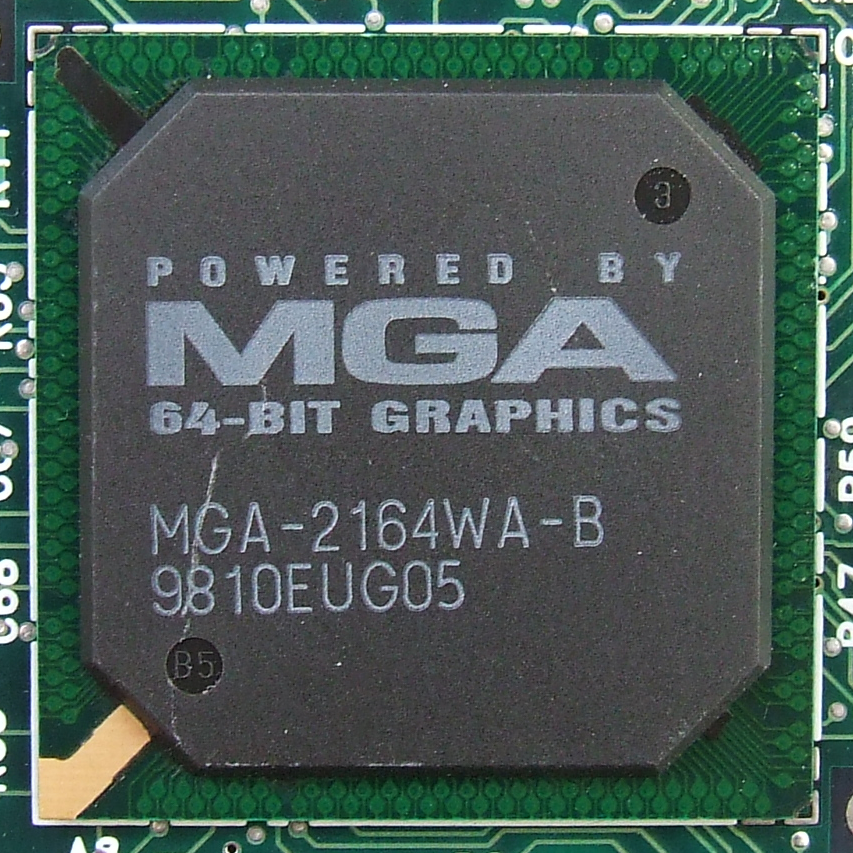
MGA-2164W

Millennium IIはビデオチップとしてMGA-2164Wを搭載するグラフィックアクセラレータである。"Millennium"の後継製品に当たる。通称「ミレツー」。220MHzまたは250MHzのRAMDACを搭載している。ビデオメモリとして64bitで接続されたWRAMを16MBまでサポートする。インターフェースはAGP 1xまたはPCI。

### Millennium IIシリーズ

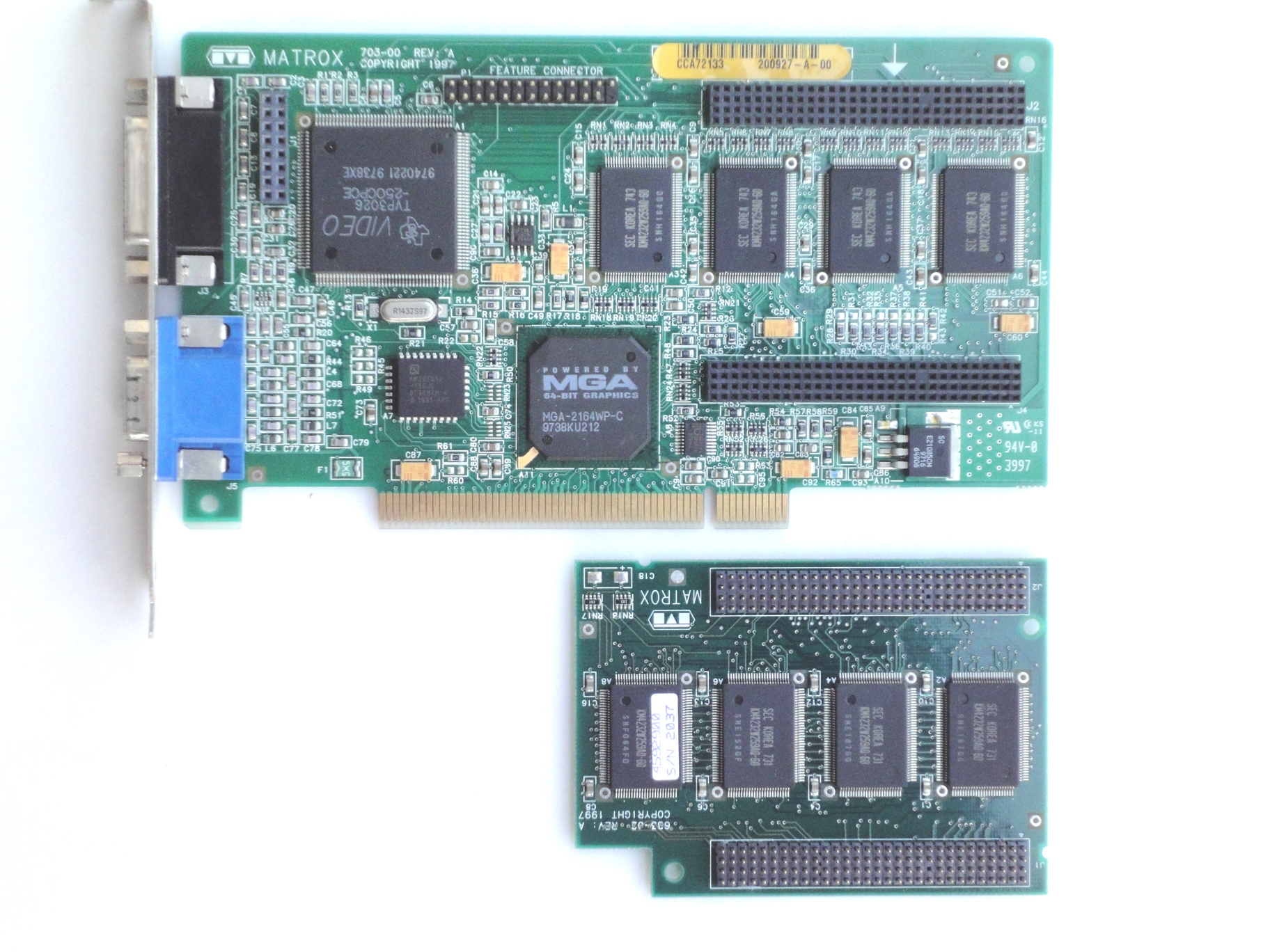
MillenniumII MIL2P/8とMIL2/MOD8

Millennium II MIL2P/4/220 (Millennium 2 4MB PCI,Millennium 2 8MB PCI)
Millennium IIシリーズの廉価版モデル。インターフェイスはPCI。220MHzのRAMDACを搭載している。メモリ容量はWRAMを4MBまたは8MB(オプションで16MBに増強可)。
Millennium II MIL2P/4,MIL2P/8 (Millennium 2 4MB PCI,Millennium 2 8MB PCI)
Millennium IIシリーズの基本モデル。インターフェイスはPCI。250MHzのRAMDACを搭載している。メモリ容量はWRAMを4MBまたは8MB(オプションで16MBに増強可)。
Millennium II MIL2A/8F (Millennium 2 8MB AGP)
Millenniumシリーズ初のAGPモデル。インターフェイスはAGP 1x。250MHzのRAMDACを搭載している。メモリ容量はWRAMを8MB(オプションで16MBに増強可)。基板の形が階段状の切り欠き形になっており、Rainbow Runner用の拡張コネクタやビデオコネクタは省略されている。
Millennium II for Mac MIL2P/4MAC,MIL2P/8MAC
Millennium IIシリーズのMac用モデル。インターフェイスはPCI。250MHzのRAMDACを搭載している。メモリ容量はWRAMを4MBまたは8MB(オプションで16MBに増強可)。

### 関連製品
Millennium II VRAM Add-on Module (MIL2/MOD4,MIL2/MOD8,MIL2/MOD12)
Millennium IIシリーズ用の4MB,8MB,12MBの増設メモリモジュール。Millennium II側の専用スロットに差し込んでビデオメモリを増設できる。
・4MB,8MBモジュールは4MB版または8MB版の本体に追加して容量8MBor12MBor16MBとして使用
・12MBモジュールは4MB版の本体に追加して容量16MBとして使用
できるようになっている。

## Mystique 220（MGA-1164SG）

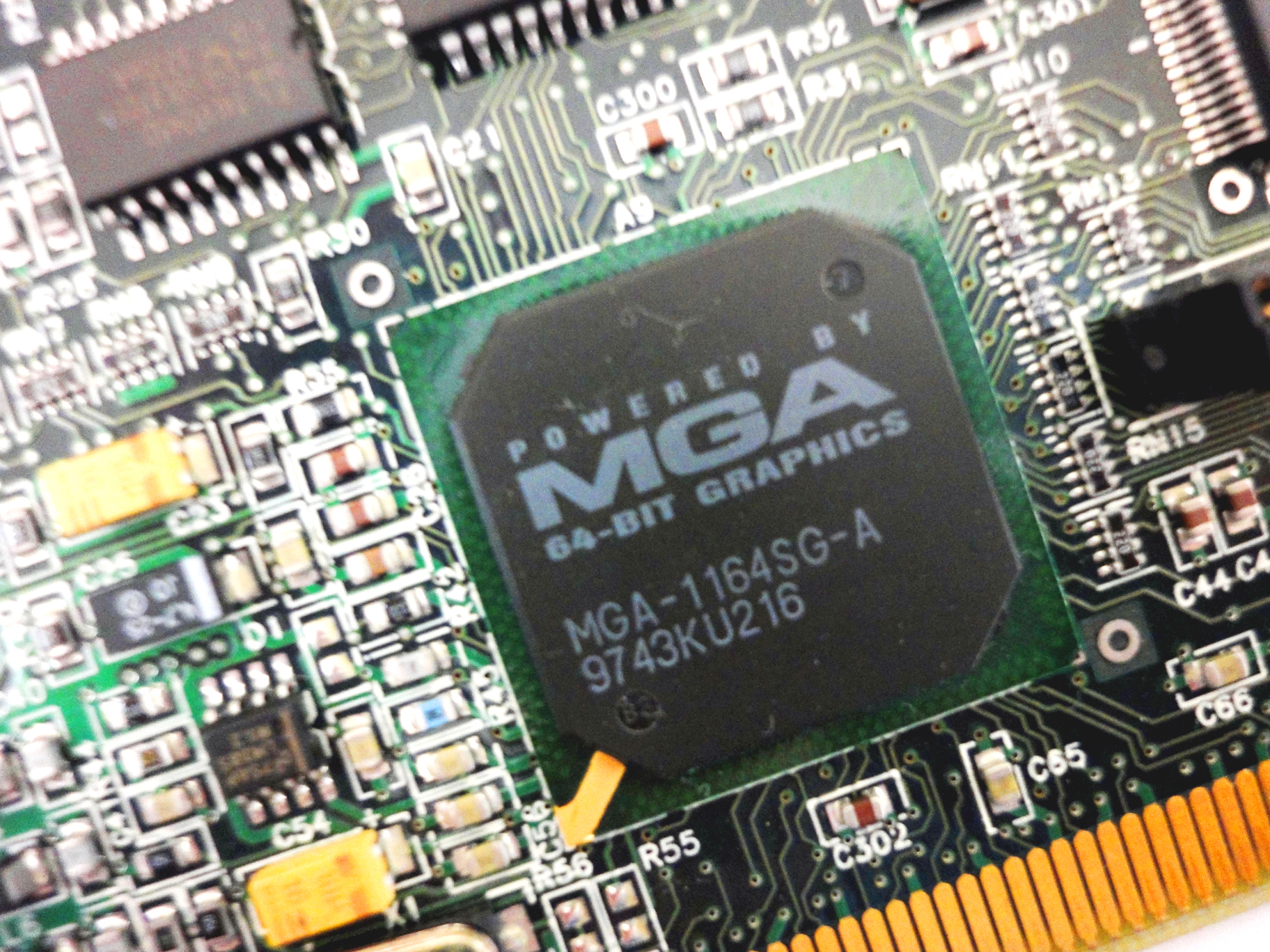
MGA-1164SG

Mystique 220(ミスティーク220)はビデオチップとしてMGA-1164SGを搭載するグラフィックアクセラレータである。"Mystique"の後継製品に当たり、"Millennium II"シリーズの下位に位置する廉価ブランドとなる。220MHzのRAMDACを搭載している。ビデオメモリとして64bitで接続されたSGRAMを8MBまでサポートする。インターフェースはPCI。

### Mystique 220シリーズ

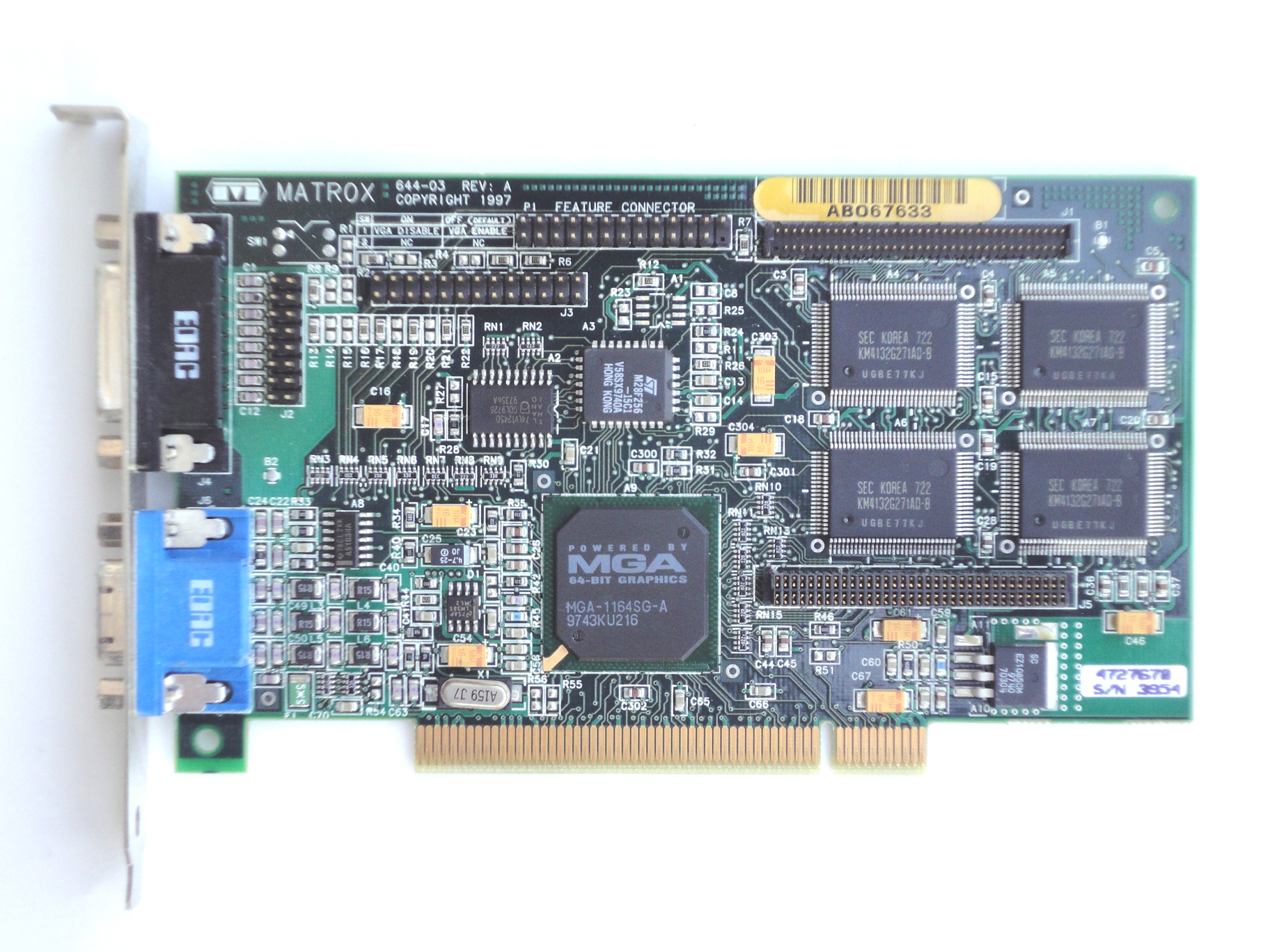
Mystique220 MY220P/4

Mystique 220 MY220P/2,MY220P/4 (Mystique 220 Hobby 2MB,Mystique 220 Hobby 4MB)
Millenniumシリーズの基本モデル。220MHzのRAMDACを搭載している。インターフェイスはPCI。メモリ容量はSGRAMを2MBまたは4MB(オプションで8MBに増強可)。
Mystique 220 MY220P/BIZ2,MY220P/BIZ4 (Mystique 220 Business 2MB,Mystique 220 Business 4MB)
Millenniumシリーズのビジネス用モデル。バンドルソフトがビジネス用に変更されている以外は基本モデルと同じ。

### 関連製品
Mystique 220 VRAM Add-on Module (MYST/MOD2,MYST/MOD4,MYST/MOD6)
Mystique 220シリーズ用の2MB,4MB,6MBの増設メモリモジュール。Mystique 220側の専用スロットに差し込んでビデオメモリを増設できる。
・2MBモジュールは2MB版の本体に追加して容量4MBとして使用
・4MBモジュールは4MB版の本体に追加して容量8MBとして使用
・6MBモジュールは2MB版の本体に追加して容量8MBとして使用
できるようになっている。

## 関連製品
m3D
Millenniumシリーズの3D能力を補う目的で発売されたPowerVR X2チップを搭載する3Dアクセラレータカード。m3D自体は表示機能を持たず、表示機能を持つ他のビデオカードと併用する形態である。インターフェースはPCI。フレームバッファとしてのメモリ容量はSDRAMを4MB。
Media XL,Media XL-MPEG
Millenniumシリーズ専用のハードウェアビデオキャプチャオプションカード。Media XL-MPEGはMPEGエンコーダおよびハードウェアMPEG再生にも対応している。増設メモリモジュールのように本体のコネクタに上から差し込んで1スロットとして使用する(市販のキャプチャカードのような形になる)。
Millennium Audio Video Input/Output Converter (MGA-MIL/MODMC)
Millenniumシリーズ専用のオーディオ・ビデオ入出力コンポジットモジュール、S-VIDEOにも対応。MillenniumシリーズのMedia XL専用拡張端子につないで使用する。
Media TV
Media XL,Media XL-MPEG専用のTVチューナーカード。インターフェイスはISA。Media XLとはケーブルで接続して使用する(GPU本体をMedia XLのキャプチャ部とチューナ部が挟み込むような形になる)。
Rainbow Runner Studio
Mystiqueシリーズのリリースにあわせて登場したMystiqueシリーズ専用のハードウェアビデオキャプチャオプションカード。オーディオ・ビデオ入出力コンポジットケーブルも付属。MillenniumIIのリリースに伴いMillenniumII用の形状が異なるタイプも登場した。
Rainbow Runner TV
Rainbow Runner専用のTVチューナーカード。インターフェイスはISA。Rainbow Runner Studioとはケーブルで接続して使用する(GPU本体をRainbow Runnerのキャプチャ部とチューナ部が挟み込むような形になる)。

## 仕様表
| チップ名   | インターフェース | メモリ | メモリ       | メモリ         | 出力       | 代表製品      | 備考 |
| チップ名   | インターフェース | 搭載   | バス幅 (bit) | 最大 容量 (MB) | 出力       | 代表製品      | 備考 |
| ---------- | ---------------- | ------ | ------------ | -------------- | ---------- | ------------- | ---- |
| MGA-2064W  | PCI              | WRAM   | 64           | 8              | アナログ×1 | Millennium    |      |
| MGA-1064SG | PCI              | SGRAM  | 64           | 4              | アナログ×1 | Mystique      |      |
| MGA-2164W  | AGP 1x or PCI    | WRAM   | 64           | 16             | アナログ×1 | Millennium II |      |
| MGA-1164SG | PCI              | SGRAM  | 64           | 8              | アナログ×1 | Mystique 220  |      |

## 以降のMillenniumシリーズ
- Millennium G200
- Millennium G400
- Millennium G450
- Millennium G550
- Millennium P650
- Millennium P750
- Millennium P690